# Ню Феникса
Ню Фе́никса (ν Феникса, лат. Nu Phoenici) — звезда, находящаяся в созвездии Феникс на расстоянии около 49 световых лет от Земли, имеющая звёздную величину +4,96. Возможно, звезда имеет осколочный диск.

## Характеристики

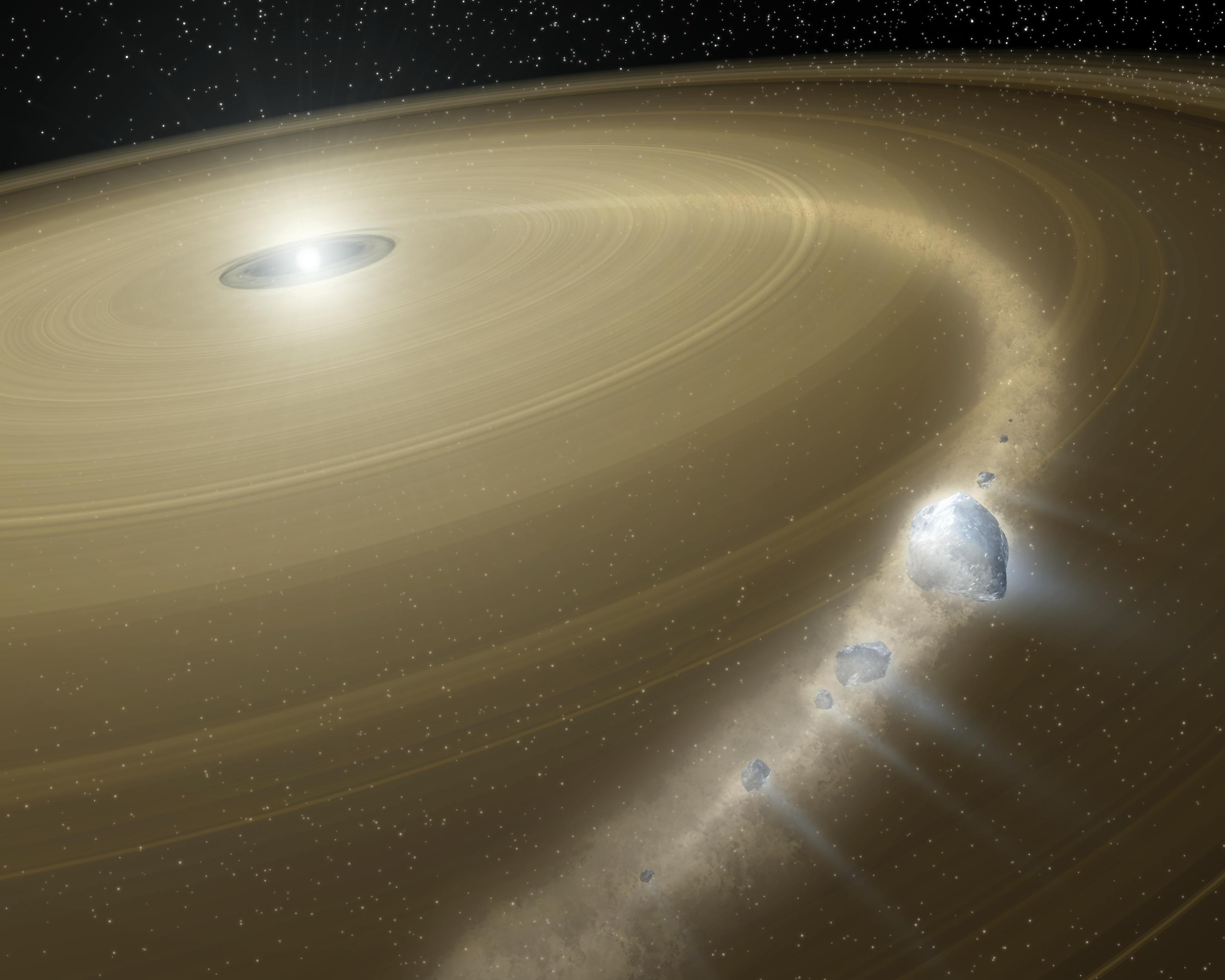
Осколочный диск в представлении художника.

Звезда представляет собой жёлто-белый карлик главной последовательности. В 2006 году были проведены исследования звезды с помощью орбитального телескопа Спитцер. Данные показали, что приблизительно на расстоянии 10 а. е. от Ню Феникса находится холодный осколочный диск, похожий на пояс Койпера, состоящий из кометного материала. Данные, однако, неточны, и требуются дополнительные исследования, чтобы подтвердить их.